# Asthenia lactucinaria
Asthenia lactucinaria är en fjärilsart som beskrevs av Jacob Hübner 1825. Asthenia lactucinaria ingår i släktet Asthenia och familjen påfågelsspinnare. Inga underarter finns listade i Catalogue of Life.